# Va banque
 (août 2025).
 (août 2024).
Va banque ou Vabanque est une locution allemande issue des jeux de hasard de l'époque moderne. Elle provient de l'expression française Va banque!, signifiant qu'un joueur place une mise égale au dépôt bancaire en cours (équivalent du Banco au baccara ).
Une conversation enregistrée entre Hermann Göring et Adolf Hitler lors de la déclaration de guerre britannique en 1939 contient cette locution. Göring a mis en garde Hitler : „Wir wollen doch das Vabanque-Spiel lassen“ (Nous voulons arrêter de jouer à Vabanque), ce à quoi Hitler a rétorqué : „Ich habe in meinem Leben immer Vabanque gespielt.“ (J'ai toujours joué à Vabanque dans ma vie),.